# François Rigail de Lastours
Pour les articles homonymes, voir Rigail et Lastours (homonymie).
Jacques Marie François Rigail de Lastours, né à Montauban, Tarn-et-Garonne, le 26 mai 1855 et mort à Madiville, Gabon, le 15 juin 1885, est un explorateur français.

## Biographie
Diplômé en 1879 de l'école des mines de Paris, il se rend comme ingénieur civil au Mozambique pour participer à une expédition minière organisée par la Compagnie générale du Zambèze. Il explore alors la vallée du Chiré d'avril à juin 1881 puis, de juin à août, remonte le Zambèze jusqu'à Tété et, d'août à octobre, visite les hauts plateaux de Manica dans le Sud du Zambèze. Il reconnaît alors plusieurs gisements importants d'or et de charbon.
Revenu à Paris en 1882, Pierre Savorgnan de Brazza l'engage pour son expédition dans l'ouest-africain. Envoyé en avant-garde à Libreville pour y organiser le passage de la mission, il devient chef du poste de Madiville sur l'Ogooué où il fonde plusieurs postes, dont un chez les Apindjis et explore la Lékoni (1882-1883).
En 1884, il visite Franceville et l'Alima et remonte le Congo jusqu'à Brazzaville étudiant les peuples gabonais rencontrés comme les Fangs, Adouma, Bafourou ou Bateke parmi d'autres. Fin 1884, il convoie le canot à moteur qui doit naviguer sur l'Alima et, en 1885, Brazza, qui l'apprécie énormément, lui confie la mission d'explorer le nord du Gabon jusqu'à la Bénoué, voire le Tchad, pour élargir la zone d'influence de la France. Malheureusement, en pleine préparation de cette extraordinaire expédition, il meurt des fièvres à Madiville le 15 juin 1885. Jacques de Brazza lui succède.
Il est fait chevalier de la légion d'honneur à titre posthume le 13 août 1885.
Madiville porte de nos jours le nom de Lastoursville en son honneur.